# Jónas Kristjánsson
En aquest nom islandès, el darrer nom és un patronímic, no pas un cognom. La manera de referir-se a aquesta persona és pel nom de pila.
Jónas Kristjánsson (10 d'abril de 1924 – 7 de juny de 2014) va ser un erudit i novel·lista islandès i director un cop de l'Institut Árni Magnússon d'Estudis Islandesos. En aquesta posició, va tenir un paper crucial en el retorn dels manuscrits islandesos a Islàndia des de Dinamarca, representant Islàndia en negociacions amb les autoritats daneses de 1972 a 1986.

## Carrera
Jónas va ser professor a Samvinnuskóli de 1952 a 1955, arxiver dels Arxius Nacionals d'Islàndia de 1957 a 1963, i director de l'Institut Árni Magnússon d'Estudis Islandesos de 1972 a 1994 (càrrec del qual es va retirar en arribar a l'edat límit). Entre 1978 i 1979 va estar al Regne Unit. Jónas també va ser membre de l'Acadèmia Noruega de Ciències i Lletres.
El 31 de maig de 1991 va rebre un doctorat honorari de la Facultat d'Humanitats a la Universitat d'Uppsala a Suècia

## Treballs
Jónas és més conegut pels seus treballs sobre les sagues islandeses fent èmfasi en la seva naturalesa literària i treballant en diversos problemes estilístics i sintàctics. La seva tesi doctoral de 1972, Um fóstbræðra sögu presentava nous arguments sobre la datació de la Fóstbræðra saga (argumentant que no era, com s'havia pensat prèviament, relativament arcaic, sinó relativament tardà).
Jónas va ser un important editor de texts islandesos, anomenats Dínus saga drambláta, Viktors saga ok Blávus, i un nombre de sagues de la sèrie Íslenzk fornrit, de la que en va fou membre de l'equip editorial des de 1979, inclosa la Svarfdæla saga, o
supervisant les edicions de la biskupa sögur amb Þórður Ingi Guðjónsson, i coeditant l'edició de 2014 de l'Edda poètica amb Vésteinn Ólason.
Jónas va escriure dues novel·les històriques, una de les quals, Veröld vilð es va establir a l'edat dels vikings a Amèrica del Nord, i va traduir el llibre de Will Durant The Life of Greece i Mort d'un viatjant d'Arthur Miller a l'islandès.